# 40-й танковий корпус (Третій Рейх)
XXXX-й (40-й) та́нковий ко́рпус (нім. XXXX.Panzerkorps) — танковий корпус Вермахту в роки Другої світової війни. XXXX-й танковий корпус був створений 9 липня 1942 шляхом перейменування 40-го моторизованого корпусу.

## Райони бойових дій
- СРСР (південний напрямок) (липень 1942 — квітень 1944);
- Румунія (квітень — липень 1944);
- Східна Пруссія та Сілезія (липень 1944 — травень 1945).

## Командування

### Командири
- генерал танкових військ Георг Штумме (нім. Georg Stumme) (9 — 20 липня 1942);
- генерал танкових військ Лео Гайр фон Швепенбург (нім. Leo Freiherr Geyr von Schweppenburg) (20 липня — 30 вересня 1942);
- генерал-лейтенант, з 1 листопада 1942 генерал танкових військ Густав Фен (нім. Gustav Fehn) (1 жовтня — 13 листопада 1942);
- генерал-лейтенант, з 1 січня 1943 генерал танкових військ Зігфрід Генріці (нім. Siegfried Henrici) (13 листопада 1942 — 1 жовтня 1943);
- генерал гірсько-піхотних військ Фердинанд Шернер (нім. Ferdinand Schörner) (1 жовтня — 11 листопада 1943);
- генерал танкових військ Герман Бальк (нім. Hermann Balck) (12 — 15 листопада 1943), ТВО;
- генерал танкових військ Генріх Ебербах (нім. Heinrich Eberbach) (19 — 26 листопада 1943), ТВО;
- генерал гірсько-піхотних військ Фердинанд Шернер (27 листопада 1943 — 31 січня 1944);
- генерал танкових військ Отто фон Кнобельсдорф (нім. Otto von Knobelsdorff) (1 лютого — 31 серпня 1944);
- генерал танкових військ Зігфрід Генріці (1 вересня 1944 — 8 травня 1945).

## Бойовий склад 40-го танкового корпусу
Формування управління, забезпечення та підтримки
- 128-ме артилерійське командування (Arko 128);
- 440-й корпусний батальйон зв'язку (Korps-Nachrichten-Abteilung 440);
- 440-ве управління корпусного постачання (Korps-Nachschubtruppen 440);
- 440-й взвод фельджандармерії (Feldgendarmerie-Trupp 440).

- 3-тя танкова дивізія (3. Panzer-Division);
- 23-тя танкова дивізія (23. Panzer-Division).

- 3-тя танкова дивізія;
- 13-та танкова дивізія (13. Panzer-Division);
- 23-тя танкова дивізія.

- 3-тя танкова дивізія;
- 13-та танкова дивізія.

- 5-та танкова дивізія СС «Вікінг» (5. SS-Panzergrenadier Division "Wiking");
- 7-ма танкова дивізія (7. Panzer-Division).

- 46-та піхотна дивізія (46. Infanterie-Division);
- 257-ма піхотна дивізія (257. Infanterie-Division);
- 333-тя піхотна дивізія (333. Infanterie-Division).

- 14-та танкова дивізія (14. Panzer-Division);
- 24-та танкова дивізія (24. Panzer-Division);
- 3-тя танкова дивізія СС «Тотенкопф» (3. SS-Panzergrenadier-Division "Totenkopf");
- 376-та піхотна дивізія (376. Infanterie-Division).

- IV-й армійський корпус (IV. Armee-Korps);
  - 79-та піхотна дивізія (79. Infanterie-Division);
  - 258-ма піхотна дивізія (258. Infanterie-Division);
  - 302-га піхотна дивізія (302. Infanterie-Division);
  - 3-тя гірсько-піхотна дивізія (3. Gebirgs-Division);
- XXIX-й армійський корпус (XXIX. Armee-Korps);
  - 9-та піхотна дивізія (9. Infanterie-Division);
  - 17-та піхотна дивізія (17. Infanterie-Division);
  - 97-ма єгерська дивізія (97. Jäger-Division);
  - 111-та піхотна дивізія (111. Infanterie-Division);
  - 335-та піхотна дивізія (335. Infanterie-Division);
- 24-та танкова дивізія.

- IV-й армійський корпус;
  - 24-та танкова дивізія;
  - 17-та піхотна дивізія;
  - 79-та піхотна дивізія;
  - 111-та піхотна дивізія;
  - 258-ма піхотна дивізія;
  - 302-га піхотна дивізія;
  - 335-та піхотна дивізія;
  - 3-тя гірсько-піхотна дивізія;
- XVII-й армійський корпус (XVII. Armee-Korps);
  - 123-тя піхотна дивізія (123. Infanterie-Division);
  - 125-та піхотна дивізія (125. Infanterie-Division);
  - 294-та піхотна дивізія (294. Infanterie-Division);
- XXIX-й армійський корпус;
  - 9-та піхотна дивізія;
  - 97-ма єгерська дивізія.

- 3-тя танкова дивізія СС «Тотенкопф»;
- Панцергренадерська дивізія «Гроссдойчланд» (Panzergrenadier-Division "Großdeutschland");
- 10-та панцергренадерська дивізія (10. Panzergrenadier-Division);
- 106-та піхотна дивізія (106. Infanterie-Division);
- 282-га піхотна дивізія (282. Infanterie-Division);
- 320-та піхотна дивізія (320. Infanterie-Division).

- 3-тя танкова дивізія;
- 11-та танкова дивізія (11. Panzer-Division);
- 10-та панцергренадерська дивізія;
- 198-ма піхотна дивізія (198. Infanterie-Division);
- 282-га піхотна дивізія.

- Корпусна група «А» (Korps-Abteilung A);
- 3-тя танкова дивізія;
- 13-та танкова дивізія;
- 14-та танкова дивізія;
- 97-ма єгерська дивізія;
- 4-та гірсько-піхотна дивізія (4. Gebirgs-Division);
- 17-та піхотна дивізія;
- 294-та піхотна дивізія;
- 320-та піхотна дивізія.

- LVII-й танковий корпус (LVII. Panzerkorps);
  - 46-та піхотна дивізія;
  - 1-ша піхотна дивізія (Румунія) (1.rumID);
  - 13-та піхотна дивізія (Румунія) (13.rumID);
- 1-й армійський корпус (Румунія)  (I. Armee-Korps (rum.);
- 5-й армійський корпус (Румунія)  (V. Armee-Korps (rum.);
- 7-й армійський корпус (Румунія)  (VII. Armee-Korps (rum.);
- 6-й армійський корпус (Румунія)  (VI. Armee-Korps (rum.);
  - 5-та піхотна дивізія (Румунія) (5.rumID);
  - 7-ма піхотна дивізія (Румунія) (7.rumID);
  - 76-та піхотна дивізія (76. Infanterie-Division);
- 14-та танкова дивізія.

- 5-та танкова дивізія (5. Panzer-Division);
- 551-ша гренадерська дивізія (551. Grenadier-Division);
- 201-ша дивізія охорони (201. Sicherungs-Division).

- 19-та танкова дивізія (19. Panzer-Division);
- 25-та танкова дивізія (25. Panzer-Division).

- 551-ша фольксгренадерська дивізія (551. Volks-Grenadier-Division);
- Бойова група «Центр» (Kampfgruppe Mitte);
- Бойова група «Захід» (Kampfgruppe West).

- Бойова група 25-ї танкової дивізії;
- 36-та гренадерська дивізія СС «Дірлевангер» (SS-Waffen-Granadier-Division "Dirlewanger");
- 35-та поліційна гренадерська дивізія СС (35. SS- und Polizei-Grenadier-Division).

- 17-та танкова дивізія (17. Panzer-Division);
- 1-ша лижна дивізія (1. Skijäger-Division);
- 68-ма піхотна дивізія (68. Infanterie-Division);
- 168-ма піхотна дивізія (168. Infanterie-Division).